# Rhynchospora globosa
Rhynchospora globosa är en halvgräsart som först beskrevs av Carl Sigismund Kunth, och fick sitt nu gällande namn av Johann Jakob Roemer och Schult.. Rhynchospora globosa ingår i släktet småag, och familjen halvgräs.

## Underarter
Arten delas in i följande underarter:
- R. g. globosa
- R. g. tenuifolia